# Consejo de Acreditación de Educación Superior
El Consejo de Acreditación de Educación Superior (en inglés: Council for Higher Education Accreditation, sigla CHEA) es una organismo estadounidense de ámbito nacional con sede en Washington D. C. que certifica tanto la calidad de la educación superior impartida por universidades y colegios universitarios como los planes de estudio cursados en Estados Unidos, de acuerdo con los criterios de los organismos estatales que se ocupan de evaluar los estándares de los programas universitarios.  CHEA regula unas 3000 instituciones académicas y más de 60 organizaciones certificadoras (incluidas todas las reconocidas por el Departamento de Educación de los Estados Unidos) de programas universitarios.  La acreditación proporcionada por la CHEA es distinta de la emitida por el Departamento de Educación de los Estados Unidos.   